# Singa alpigenoides
Singa alpigenoides là một loài nhện trong họ Araneidae.
Loài này thuộc chi Singa. Singa alpigenoides được miêu tả năm 1992 bởi Da-xiang Song & Zhu.